# Sulechów
Sulechów (njemački:Züllichau) je grad u Lubuskom vojvodstvu, okrugu Zielona Góra u Poljskoj. 

## Povijest
Područje grada 990. osvaja poljski knez i vođa Mješko I. i od 1138. je bio dio vojvodstva Šleske. Naselje se prvi put spominje 1319., kada je Waldemar osvojio Sulechów za Brandenburg. Waldemar je međutim, umro u istoj godini. U sljedećim stoljećima grad nekoliko puta mjenja vladare. Godine 1945. postaje dio Poljske i to s provedbom linije Odra-Neisse  i prema Potsdamskom sporazumu.

## Stanovništvo
Prema popisu iz 2019. godine grad ima 16.925 stanovnika. 

## Gradovi prijatelji
- Fürstenwalde/Spree
- Rushmoor
- Criuleni